# St. Barbara (Krekel)

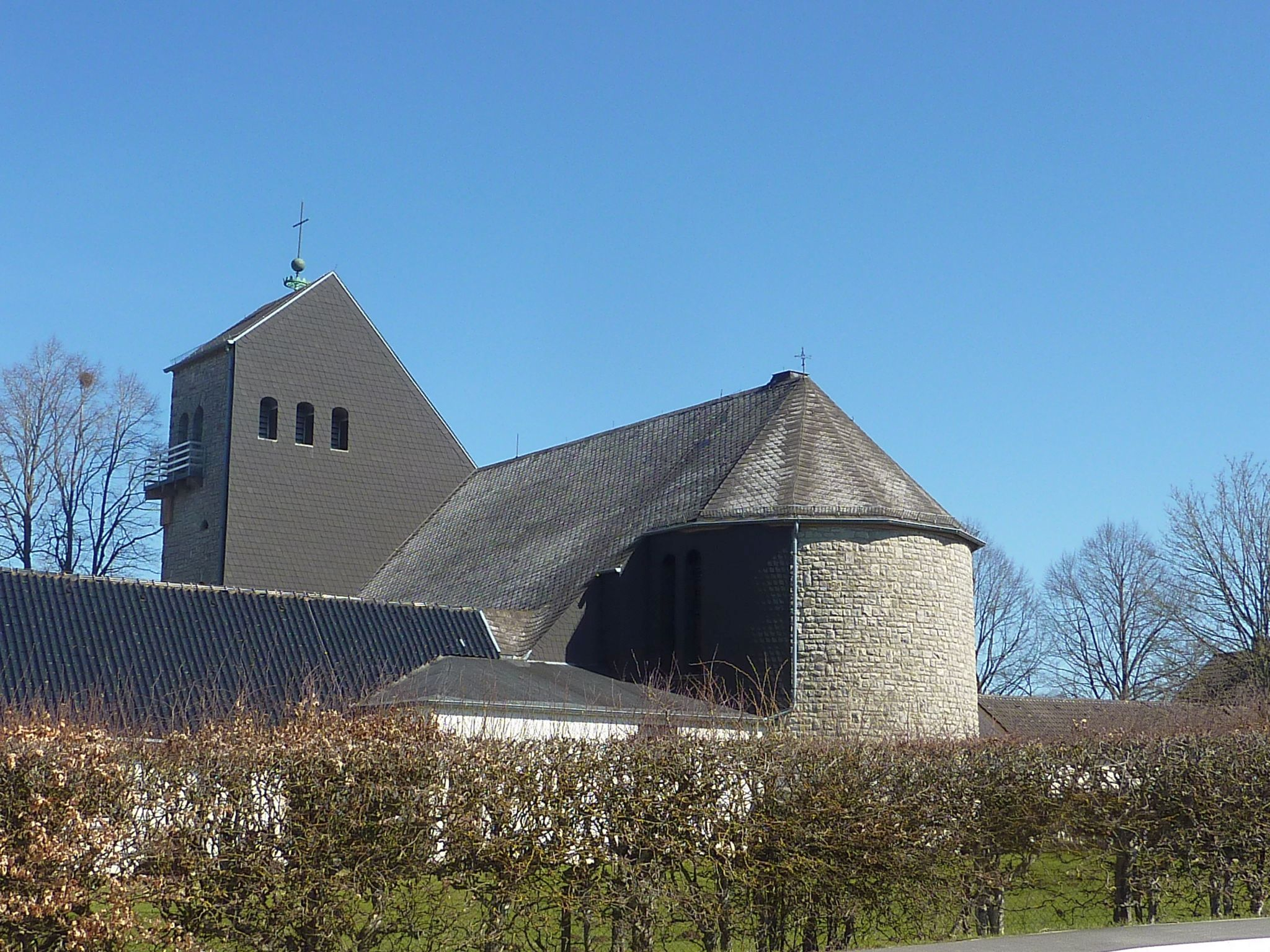
St. Barbara

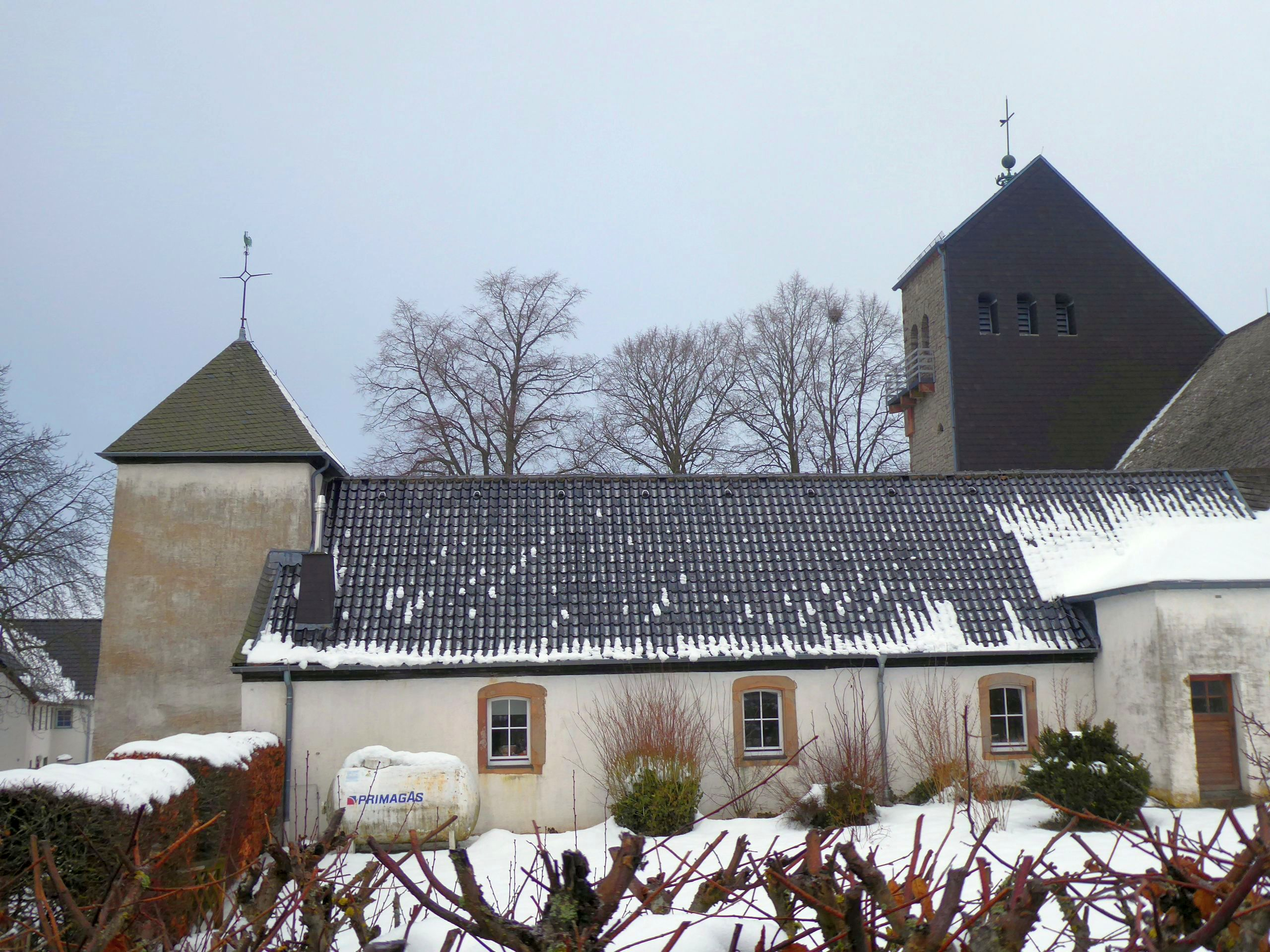
Die alte Kirche, heute Pfarrheim

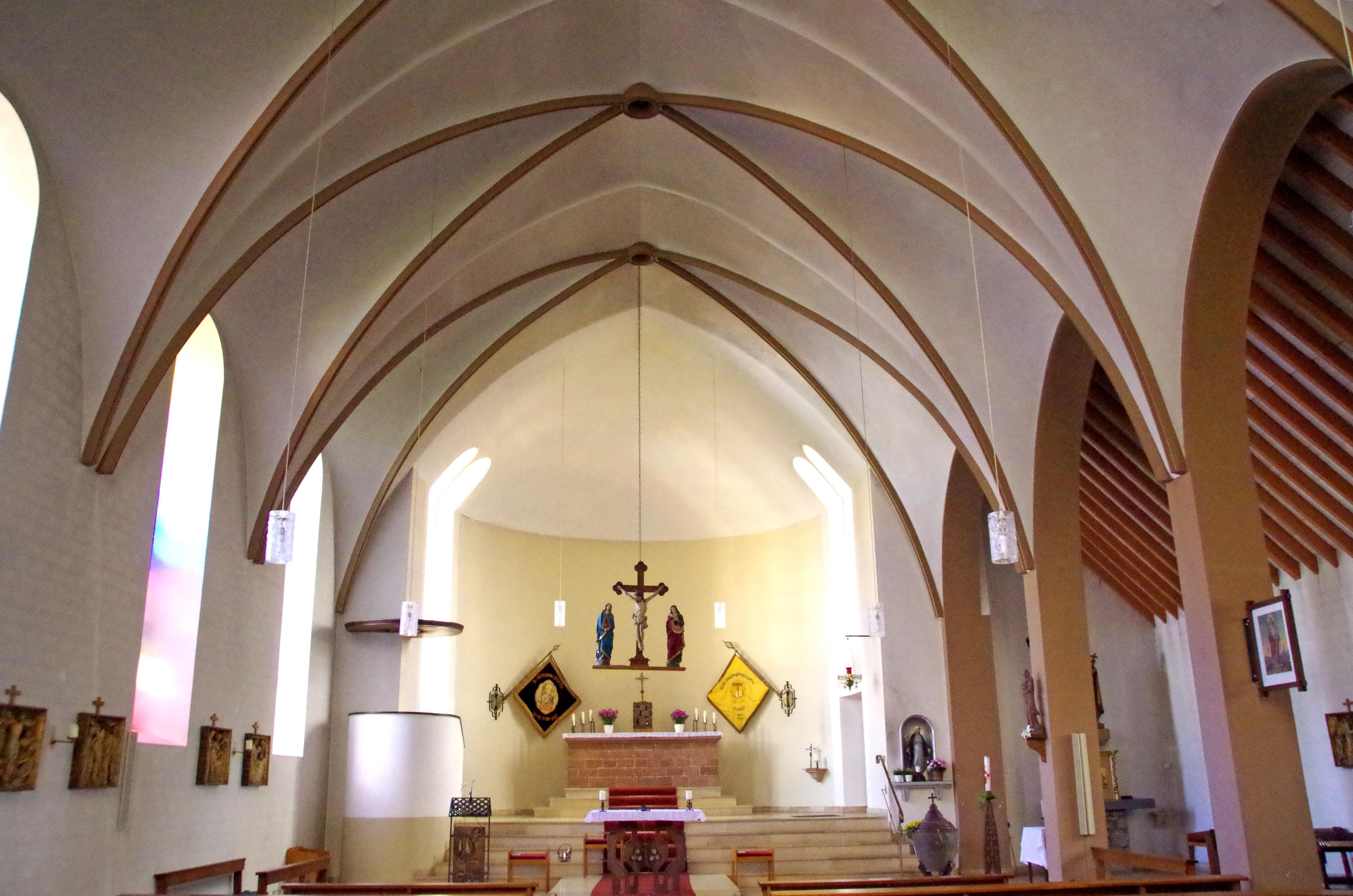
St. Barbara Krekel, Innenraum mit Blick zum Altar

St. Barbara ist die römisch-katholische Pfarrkirche von Krekel, einem Ortsteil von Kall im Kreis Euskirchen in Nordrhein-Westfalen.

## Geschichte
Eine erste Kapelle ist für das Jahr 1435 belegt. In dieser Urkunde bestätigt der Herr von Reifferscheid und Dyck, dass die Dorfbewohner seitens der Abtei Steinfeld, zu deren Pfarre Krekel gehörte, die Erlaubnis für die Weihe eines neuen Gotteshauses erhalten haben. Die erwähnte Kapelle, vermutlich im Baustil der Gotik errichtet, wurde im Jahr 1723 im barocken Baustil erweitert. Im Jahr 1858 wurde Krekel von der Mutterpfarre Steinfeld abgetrennt und zur eigenständigen Pfarrei erhoben.
In den 1920er-Jahren reichte der Platz in der kleinen Kirche nicht mehr aus, sodass über einen Neubau nachgedacht wurde, da die alte Kirche nicht erweitert werden konnte. Sowohl der Kölner Dombaumeister Willi Weyres als auch der Kölner Architekt Hans Peter Fischer legten Pläne für einen Neubau vor. Man entschied sich für die Pläne von Hans Peter Fischer. Hans Peter Fischer gehörte zum Umfeld der Kölner Werkschulen und des angeschlossenen Instituts für religiöse Kunst. Kurz vor dem Bau der Krekeler Kirche hatte er die Kirche für eine Kölner Wohnsiedlung entworfen, die heute unter dem Namen Riphahn-Siedlung bekannt ist. Zwischen 1931 und 1932 wurde das neue Gotteshaus direkt neben der alten, heute denkmalgeschützten Kirche errichtet. Am 24. April 1932 fand die Konsekration statt. Das alte Gotteshaus dient seitdem als Pfarrheim. Am 26. Dezember 1944 wurde die Pfarrkirche aufgrund des Zweiten Weltkriegs beschädigt. Die Instandsetzungsarbeiten dauerten bis 1952 an.
Die Pfarrei St. Barbara bildet heute mit mehreren anderen Pfarreien die Gemeinschaft der Gemeinden Hl. Hermann-Josef Steinfeld im Bistum Aachen.

## Architektur
St. Barbara ist eine zweischiffige und vierjochige Hallenkirche mit einem Hauptschiff, einer halbkreisförmigen Apsis im Osten und einem südlichen Seitenschiff, welches von einer der Dachform entsprechenden Holzdecke überspannt wird. Das Hauptschiff ist von einem Rabitzgewölbe überwölbt. In den Giebel der Westfassade ist der Glockenturm integriert. Die Arkaden zwischen Haupt- und Seitenschiff sind durch quadratische Säulen und einfache Rundbögen gegliedert. Die Fenster schließen ebenfalls mit einem Rundbogen ab. Das gesamte Bauwerk wurde aus Bruchsteinen errichtet.

## Ausstattung
Im Innenraum hat sich zu einem Großteil die Ausstattung aus den 1930er-Jahren erhalten. Davon zu erwähnen sind der steinerne Hochaltar, welcher nur aus einer Mensa besteht, die Kanzel und die Buntglasfenster. Diese entwarf der Glasmaler Hans Zepter 1930 bis 1931. Die Fenster im Hauptschiff zeigen die hl. Agatha von Catania, die hl. Katharina von Alexandrien, den hl. Simon Stock, wie er von Maria das Zepter erhält, und die Pfarrpatronin, die hl. Barbara von Nikomedien. Die Orgel ist ein Werk der Hellenthaler Firma Weimbs Orgelbau aus dem Jahr 1953. Das Instrument besitzt 7 Register.

## Glocken
Im Turm von St. Barbara befinden sich zwei Glocken mit den Schlagtönen g’ und b’ aus dem Jahr 1954. Glockengießer August Mark, Eifeler Glockengießerei Mark, aus Brockscheid hat sie aus Bronze gegossen.

## Pfarrer
Folgende Priester wirkten bislang als Pfarrer an St. Barbara:
- 1925–1932: Franz Conrads
- 1933–1939: Heinrich Cremer
- 1940–1963: Hieronymus Goldbach
- 1963–1986: Gerhard Telges
- 1986–1995: P. Andreas Münck SDS
- Seit 1995: P. Wieslaw Kaczor SDS